# Esbjerg Station
Esbjerg Station er en dansk jernbanestation i byen Esbjerg i Sydvestjylland. Stationen er åbnet i 1874 samtidig med anlægget af Esbjerg Havn. Den nuværende bygning er tegnet af Heinrich Wenck og blev indviet i 1904. Stationen er endestation for Lunderskov-Esbjerg-banen og den vestjyske længdebane.
Stationen betjenes med persontog fra DSB og GoCollective:
- På Lunderskov-Esbjerg-banen kører DSB regionaltog mod vest via Fredericia til Aarhus H og InterCity til København.
- Mod syd kører GoCollective via Bramming til Tønder.
- Mod nord kører GoCollective via Varde til Skjern og Aarhus H. Desuden køres der via Varde til Nørre Nebel.
- Indtil 1971 var station endestation for tog fra Randers via den jyske diagonalbane.

Stationen har tidligere været en stor godsstation og har haft en havnebane, hvor der tidligere blev ført tog til/fra forbindelserne til DFDS ruter til England.
I 2014 gik et omfattende renoveringsprojekt af Esbjerg Station i gang. Spor 1 og 2 blev forkortet så de ikke længere gik op til stationsbygningen og i stedet blev der lagt asfalt fra stationsbygningen og ud til Spor 3 hvor DSB's tog oftest har sine afgange fra. på samme tid blev stationens forplads også renoveret, hele renoveringen løb op i en pris på 16 millioner kroner.
Den 18 December 2018 begyndte der atter at trille Godstog igennem Esbjerg station på sin vej til Esbjerg Havn

## Esbjerg Busterminal
Foruden Esbjerg Banegård så har Esbjerg også en større Busterminal. Busterminalen er inddelt imellem bybusperroner også perroner hvor de Regionale ruter de kører fra til resten af oplandet samt andre byer i Sydtrafiks dækningsområde de kører fra. Alle Esbjergs bybusruter på nær en enkelt rute kommer forbi byens Busterminal

## Statistik
Esbjerg station er Esbjerg kommunes mest brugte station med 753.060 påstigere i 2022, efterfulgt af Bramming station og Ribe station med henholdsvis 252.685 og 127.894 påstigere.
I alt afgik der i 2021 32.736 tog fra Esbjerg station i 2021. Heraf var 12.767 opereret af DSB, mens 19.969 var opereret af Arriva.
Oversigt over største rejserelationer i 2017:
1. Bramming med 14%
2. Odense med 8%
3. Ribe med 8%
4. Varde med 8%
5. Kolding med 7%
6. København H med 7%
7. Tjæreborg med 4%
8. Aarhus H med 3%
9. Fredericia med 2%
10. Ribe Nørremark med 2%

## Galleri
- Esbjerg Busterminal med busser der venter afgang
- Veterantog under indkørsel til Esbjerg Station
- Esbjerg Station før renoveringen
- Søjle på fronten